# Seniseneb
Seniseneb (anche Senseneb) (fl. XVI-XV secolo a.C.) è stata una regina egizia della XVIII dinastia.
Fu la madre del faraone Thutmose I (ca. 1506 - 1493 a.C.; dibattuto). Fu insignita unicamente del titolo di "Madre del re" (Mw.t-nswt), senza indicarla come figlia, sorella o sposa di un faraone, motivo per cui è ritenuta di origini non nobili. Non è noto con chi abbia concepito il futuro re Thutmose, anche se in passato il principale candidato fu il predecessore di Thutmose I, Amenofi I. Seniseneb è nota grazie a una stele (CG 34006), conservata al Cairo ma scoperta a Wadi Halfa, dove è raffigurata mentre giura fedeltà in quanto madre del sovrano, durante l'incoronazione del figlio. Compare anche in una ciclo di rilievi dipinti all'interno del Tempio funerario di Hatshepsut a Deir el-Bahari, nella Cappella di Anubi.

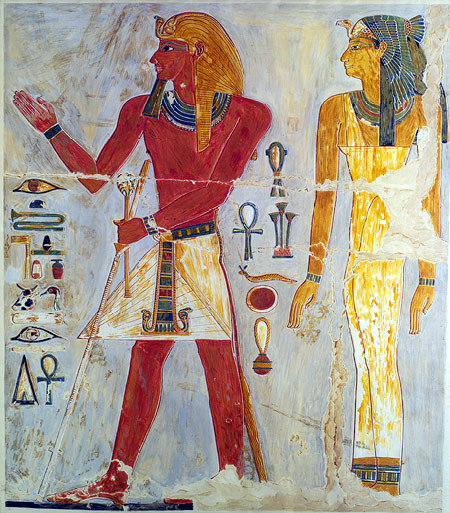
Copia di Nina de Garis Davies di un rilievo raffigurante Thutmose I accompagnato dalla madre Seniseneb, dalla Cappella di Anubi nel Tempio funerario di Hatshepsut a Deir el-Bahari. Metropolitan Museum of Art, New York.